# Bas (władca Bitynii)
Bas lub Bias (gr. Bας, Bas; Bιας, Bias) (ur. ok. 398, zm. ok. 327 p.n.e.) – władca Bitynii od ok. 377 p.n.e. do swej śmierci. Rządził pięćdziesiąt lat oraz zmarł w wieku siedemdziesięciu jeden lat. Syn i następca Boteirasa, władcy Bitynii. Pokonał w walce Kalasa, wodza Aleksandra III Wielkiego, króla Macedonii, dzięki czemu utrzymał niezależność swego kraju. Po śmierci następcą na tronie został jego syn Zipojtes.